# Société pour la préservation des monuments historiques de Norvège
La Société pour la préservation des monuments historiques de Norvège (norvégien : Fortidsminneforeningen) est une organisation qui se consacre à la préservation du patrimoine en Norvège.
La société a été fondée en 1844. Les fondateurs étaient des peintres, des historiens, des historiens de l'art et des archéologues, dont Johan Christian Dahl et Joachim Frich. Nicolay Nicolaysen est devenu président en 1851 et, à partir de 1860, il a été l'antiquaire de l'association.
L'association a pour but de protéger et de préserver les bâtiments, les églises et les autres formes de patrimoine culturel. Elle possède directement quarante structures, dont les stavkirke de Borgund, Urnes, Hopperstad et Uvdal. La société compte 18 antennes de comté et 37 antennes locales dans les comtés. La structure des branches ressemble à celle des comtés norvégiens, sauf qu'Oslo et Akershus sont réunis, que Møre et Romsdal est divisé en Sunnmøre, Nordmøre et Romsdal, et que la ville de Røros est une division à part entière.
L'association compte environ 7 000 membres et est membre de l'Association norvégienne du patrimoine culturel. La revue Fortidsvern est publiée par l'association et paraît quatre fois par an. L'association publie également un annuaire.

## L'organisation
Le conseil d'administration de la Société pour la préservation des monuments historiques de Norvège est la plus haute autorité de l'organisation. Entre les réunions du conseil d'administration, l'organisation est dirigée par un Conseil exécutif élu composé du président, de quatre membres du Conseil et de quatre membres adjoints. Depuis 2022, l'archéologue Trude Knutzen Knagenhjelm est la présidente du conseil. La gestion quotidienne de l'association est assurée par un secrétaire général salarié. Le conseil exécutif nomme le secrétaire général et le rédacteur en chef de la revue Fortidsvern et en assume la responsabilité en tant qu'employeur.